# گریتا آرن
 گریتا آرن (انگلیسی: Gréta Arn؛ زادهٔ ۱۳ آوریل ۱۹۷۹) یک تنیس‌باز اهل مجارستان است. 